# Itazura na Kiss
Itazura na Kiss (jap. イタズラなKiss Itazura na kissu; dosł. łobuzerski (psotny) pocałunek) – manga, której autorką jest Kaoru Tada. Itazura na Kiss zaczęła być publikowana w 1991 roku przez japoński magazyn Bessatsu Margaret i szybko stała się popularna. Nie została jednak ukończona z powodu niespodziewanej śmierci autorki (przyczyną był wypadek w domu). Jednakże seria mogła być kontynuowana za pozwoleniem jej męża. Na podstawie mangi stworzono serial anime.

## Fabuła
Licealistka Kotoko Aihara w końcu decyduje się wyznać swoje uczucia Naokiemu. Jednak Naoki to szkolny geniusz (do tego wyjątkowo przystojny) i nie interesują go dziewczyny z najgorszej klasy (do której uczęszcza Kotoko). Lecz to nie koniec nieszczęść. Nagłe trzęsienie ziemi obraca w ruinę dom rodzinny Kotoko. W czasie odbudowy budynku dziewczyna i jej tata mają zatrzymać się w domu pana Shigeki Irie, który jest przyjacielem Shigeo Aihara z dzieciństwa i... ojcem Naokiego.

## Bohaterowie

### Główni
Kotoko Aihara (相原 琴子 Aihara Kotoko)
Główna bohaterka, po uszy zakochana w przystojnym i inteligentnym Naoki Irie, od kiedy po raz pierwszy zobaczyła go w szkole, gdy wygłaszał mowę podczas ceremonii rozpoczęcia roku szkolnego. Po trzęsieniu ziemi ona i jej ojciec przeprowadzili się do domu Shigekiego Irie, gdyż jej tata był bardzo bliskim przyjacielem ojca Naokiego. W końcu prawdziwe uczucia Naokiego do Kotoko ujawniają się. Dziewczyna nie jest bardzo mądra. Przez całe liceum była w klasie F (klasa F jest najniższa spośród wszystkich klas). Jest jednak bardzo zawzięta i pełna zapału. Często wpada w tarapaty i Naoki musi ją ratować. Po powrocie z miesiąca miodowego z Naokim, Kotoko decyduje się zostać pielęgniarką, aby mogła pracować wraz ze swoim ukochanym.
Naoki Irie (入江 直樹 Irie Naoki)
Główny bohater i mąż Kotoko (po jej długich staraniach). Nie miał żadnego życiowego celu, ale później, za sprawą rad Kotoko, decyduje się zostać lekarzem. Uważany jest za zimnego mężczyznę, mającego 200 punktów z testu IQ i będącego numerem jeden w każdym z testów. Jest również bardzo dobrym kucharzem i znakomitym tenisistą. Swoją miłość do Kotoko ujawnił, gdy po raz pierwszy ją pocałował.

### Poboczni
Kotomi Irie
Córka Kotoko i Naokiego. Urodziła się w 24 odcinku anime i nie pojawia się w mandze. Odziedziczyła wygląd i inteligencję po Naokim, ale osobowość po Kotoko. Często rywalizuje ze swoją mamą o uwagę Naokiego (prawie zawsze wygrywa). Dziewczynka jest, podobnie jak jej tata, bardzo mądra.
Yuuki Irie (入江 裕樹 Irie Yuki)
Młodszy brat Naokiego. Z początku nie lubił Kotoko, ale w końcu ją zaakceptował (choć ukrywa to i często znęca się nad dziewczyną). Yuuki był pierwszą osobą, która zauważyła, że Naoki kocha Kotoko (zobaczył swojego brata całującego ją, kiedy ta spała). Kiedy rozpoczyna naukę w gimnazjum, zaczyna umawiać się z Konomi, dziewczyną o osobowości podobnej do Kotoko.
Machiko Irie (入江 紀子 Irie Machiko; w anime – Noriko Irie)
Super-mama Naokiego i Yuukiego. Ma głowę pełną planów, które tylko ona uważa za dobre dla jej dzieci (włączając w to swatanie ich). Często przebiera się i śledzi swoich podopiecznych. Wierzy, że to ona odegrała główną rolę w połączeniu Kotoko i Naokiego.
Shigeki Irie (入江 重樹 Irie Shigeki)
Ojciec Naokiego i Yuukiego, kierownik przedsiębiorstwa zabawek. Po usłyszeniu wiadomości, że Naoki nie chce przejąć jego firmy, dostał ataku serca. Jednak w końcu zaakceptował fakt, iż Naoki pragnie zostać lekarzem.
Shigeo Aihara (相原重雄 Aihara Shigeo)
Ojciec Kotoko. Posiada restaurację. Był nauczycielem Kinnosuke i jednocześnie jego szefem. Jego żona umarła wiele lat temu. Od tego czasu sam zajmuje się córką.
Chibi (Tiny) (小小)
Pies rodziny Irie. W mandze: Yuuki dostał go od kolegi z klasy. Jednakże w anime Chibi należy do Sudou-senpai i jest psem-wartownikiem (pilnuje jego willi).
Jinko (小森 純子)
Jedna z najlepszych przyjaciółek Kotoko. Jest chłopczycą, chodzi z muzykiem.
Satomi (石川 理美)
Jedna z najlepszych przyjaciółek Kotoko. Bierze ślub po zajściu w ciążę i urodzeniu córeczki o imieniu Kiseki.
Reiko Matsumoto (松本 裕子 Matsumoto Reiko; w anime – Yuuko Matsumoto)
Dziewczyna zakochana w Naokim. Po ślubie Kotoko i Naokiego postanowiła zapomnieć o swojej miłości.  Po ukończeniu studiów rozpoczyna pracę w firmie komputerowej.
Ayako Matsumoto (松本 綾子 Matsumoto Ayako)
Młodsza siostra Reiko. Początkowo podkochiwała się w Naokim, później zakochała się w Takendo.
Konomi (好美)
Dziewczyna o podobnej osobowości do Kotoko (obie są bardzo troskliwe i opiekuńcze). Bardzo polubiła Yuukiego, lecz ten odmówił bycia jej przyjacielem. Jednak po jakimś czasie uczucia chłopca w stosunku do Konomi zmieniły się.
Sasuiko
Jest wnuczką bogatego i znanego dyrektora firmy. Aby poprawić kiepską sytuację w firmie Shigekiego Irie, zorganizowano ślub Sasuiko z Naokim. Lecz kiedy dziewczyna zrozumiała, że Kotoko jest miłością Naokiego, postanowiła zrezygnować. Nie pojawia się w anime.
Ogura Tomoko (小倉 智子)
Koleżanka Kotoko ze szkoły pielęgniarskiej. Jest miłą i delikatną dziewczyną, boi się widoku krwi.
Shinagawa Marina (品川真 理奈)
Koleżanka Kotoko ze szkoły pielęgniarskiej. Uczy się pielęgniarstwa, aby poznać przystojnego lekarza i wyjść za niego za mąż.
Christine "Chris" Robbins (克莉斯)
Jest uczennicą z wymiany zagranicznej. Przyjechała z Wielkiej Brytanii do Japonii, aby znaleźć chłopaka. Zakochała się w Kinnosuke i po długich staraniach zdobyła jego miłość.
Rika
Kuzynka Naokiego i Yuukiego. Przeprowadziła się do Ameryki pięć lat temu. Kiedy wróciła do Japonii, próbowała doprowadzić do zerwania Naokiego z Kotoko, lecz jej starania nie odniosły sukcesu.
Akiko (秋子)
Jest upośledzoną pacjentką, którą opiekuje się Keita (w czasie swojego stażu pielęgniarskiego). Oboje zakochują się w sobie. Przez długi okres nie chodziła, lecz w końcu odzyskała wiarę w siebie.
Yoshida-san
Jest 80-letnią pacjentką szpitala. Sprawia dużo kłopotów Kotoko i innym pielęgniarkom, gdyż jest bardzo czepliwa. W końcu uświadamia sobie, że Kotoko bardzo ciężko pracuje i postanawia przestać jej dokuczać.
Kinnosuke Nakamura (池澤 金之助 Nakamura Kinnosuke)
Chłopak od bardzo długiego czasu zakochany w Kotoko. Nie poddaje się aż do momentu, gdy Naoki wyznaje swoją miłość do dziewczyny. Po roku spotyka Christine i żeni się z nią.
Sudou (須藤)
Chłopak zakochany w Reiko (w mandze dziewczyna nie odwzajemnia jego uczucia). W anime, w 24 odcinku, żeni się z Matsumoto. Kotoko uważa go za człowieka o podwójnej osobowości. Jest bardzo miły, gdy nie trzyma rakiety tenisowej w ręku.
Takendo (中川 武人)
Kolejny adorator Kotoko. Od momentu pierwszego spotkania jej, próbuje umówić się z nią na randkę. W końcu zakochuje się w Ayako, młodszej siostrze Reiko.
Ryo (高宮 良)
Bogaty chłopak Satomi (później jej mąż). Przez długi czas nie był w stanie przeciwstawić się woli matki, która była przeciwna jego małżeństwu z Satomi. Jednak po małym poparciu ze strony Kotoko, decyduje się pójść za głosem serca.
Kamogari Keita (鴨狩 啓太)
Kolega Kotoko ze szkoły pielęgniarskiej. Od zawsze marzył o zawodzie pielęgniarza. Polubił Kotoko, przez co Naoki był bardzo zazdrosny. Podczas jednego ze szkoleń poznał Akiko i zakochał się w niej.
Kikyou Motoki (桔梗 幹)
Kolega Kotoko ze szkoły pielęgniarskiej. Jest chłopakiem , ale chciałby być dziewczyną. Jest prezesem fan klubu Naokiego.
Funetsu (船津)
Rywal Naokiego w szkole medycznej. Zawsze próbował go w czymś pokonać, ale nigdy mu się nie udało, gdyż Naoki był mądrzejszy. Twierdził, że nie lubi randek, ale w końcu zakochuje się w koleżance Kotoko, Marinie.
Kimura Nobuhiro (阿諾; w anime – Non-chan)
Przyjaciel Yuukiego ze szpitala. Ma problemy z nerkami i nie może żyć ze swoimi rodzicami. Kilka lat później jego rodzice rozwodzą się. Staje się sławnym piosenkarzem znanym jako Nobu. Nie był jednak szczęśliwy. Kotoko i Naoki przywrócili mu wiarę i chęć życia.